# Рамон Лопес де Фрейтас
Рамон Лопес де Фрейтас (на португалски: Ramon Lopes de Freitas) е бразилски футболист играещ в Волин Луцк роден на 7 август 1989 г. Играе като атакуващ полузащитник.

## Кариера
Кариерата на Рамон Лопес започва в бразилския Флуминензе, впоследствие следва период от 1 година в другия местен тим на Крузейро. През 2009 г. Лопес е трансфериран в украинския Волин Луцк, където престоява цели 4 сезона. За това време бразилецът записва 69 мача, в които отбелязва 8 гола. През лятото на 2013 г. украинския клуб фалира, а договорът на Рамон Лопес изтича. На 7 юни същата година атакуващият халф преминава медицински тестове в София и подписва договор с Левски до 2015 г.